# Lancia D50
Der Lancia D50 wurde 1954 von Vittorio Jano bei Lancia für die Rennen der Weltmeisterschaft der Formel 1 entwickelt.

## Entwicklungsgeschichte und Technik

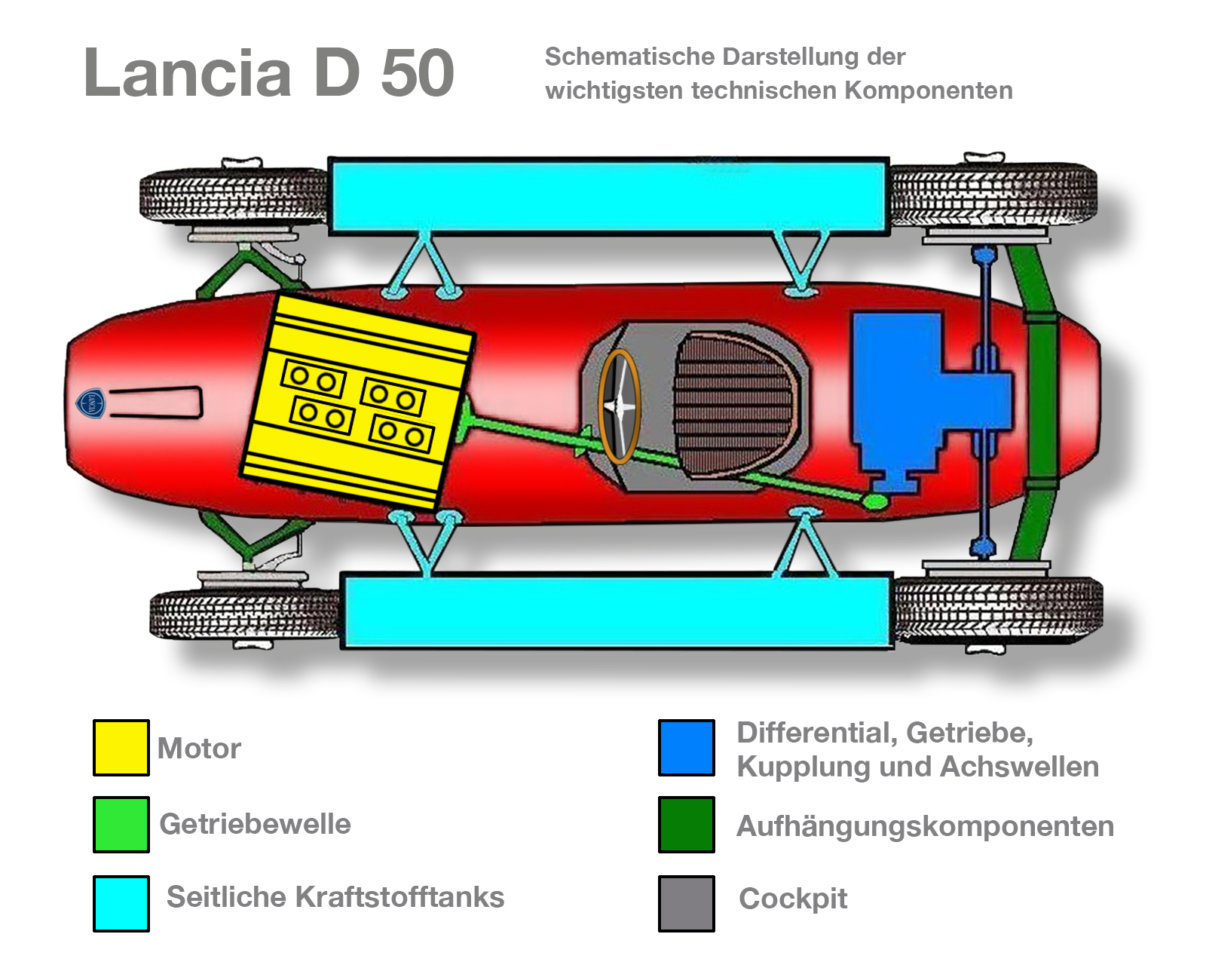
Technische Komponenten des Lancia D50

Der D50 war ein Monoposto mit einigen Innovationen. Er hatte einen 2,5-Liter-90-Grad-V8-Motor, der 260 PS (191 kW) leistete. Der Motor war ein tragendes Teil. Die Vorderrad-Aufhängung und das Querschott waren mit dem Frontmotor verbunden. Die seitlich versetzte Antriebswelle ermöglichte ein niedriges Cockpit. Das herausragende Merkmal des Projekts liegt in der seitlichen Anordnung der Kraftstofftanks, die Quasi in Pontons außerhalb des eigentlichen Wagens angebracht waren. Hecktanks waren damals die Regel und mit der Füllmenge im Tank veränderten sich die Achslasten und damit das Fahrverhalten. Dieses Konstruktionsmerkmal des D50 wirkte sich positiv auf die Aerodynamik aus, wie eine Reihe von Tests im Windkanal des Politecnico di Torino mit einem Modell im Maßstab 1:10 gezeigt hatten. Ein weiterer Vorteil war die Fahrstabilität, die mit vollen Tanks außergewöhnlich gut war, und sich bei zunehmender Leerung deutlich weniger negativ bemerkbar machte, als bei den Autos mit Hecktanks.
Das für 1954 geltende Formel-1-Reglement sah einen maximalen Hubraum von 2500 cm³ (bei Saugmotoren) oder 750 cm³ bei einem aufgeladenen Motor (mit Kompressor) vor und legt keine Gewichtsbeschränkungen fest. Angesichts der Tatsache, dass Jano eigentlich stets aufgeladene Motoren favorisiert hatte, ist es überraschend, dass bei diesem Auto die Verwendung eines Kompressormotors nicht einmal in Erwägung gezogen wurde. Wie beim serienmäßigen Aurelia und beim D20 / D23 / D24 „Sport“ befindet sich die Kupplungs- / Getriebe- / Differentialeinheit hinten: Beim D50 wurde jedoch ein 5-Gang Getriebe plus Rückwärtsgang verwendet, das bemerkenswerter Weise quer verbaut wurde.

## Renngeschichte
Der D50 gab sein Debüt beim Großen Preis von Spanien 1954. Alberto Ascari erreichte im Training die beste Zeit und startete aus der Pole-Position. Im Rennen fiel er aus. 1955 gewann Ascari früh in der Saison zwei nicht zur Weltmeisterschaft zählende Formel-1-Rennen in Italien. In Monaco lag Ascari in Führung, ehe er am Hafen verunglückte.
Der Tod von Ascari bei einer privaten Testfahrt im Autodromo Nazionale Monza und Probleme mit dem Budget veranlassten Lancia zum Verkauf der Rennabteilung an Ferrari. Die D50 wurden mitverkauft. Die Scuderia setzte die überarbeiteten Fahrzeuge in der Automobil-Weltmeisterschaft 1956 als Ferrari D50 ein. Juan Manuel Fangio gewann damit seine vierte Weltmeisterschaft.

## Galerie

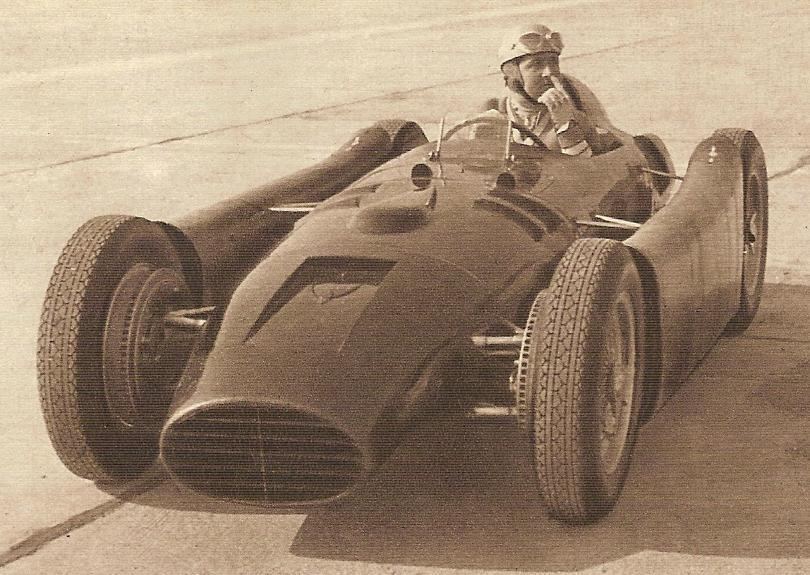
Alberto Ascari im Lancia D50
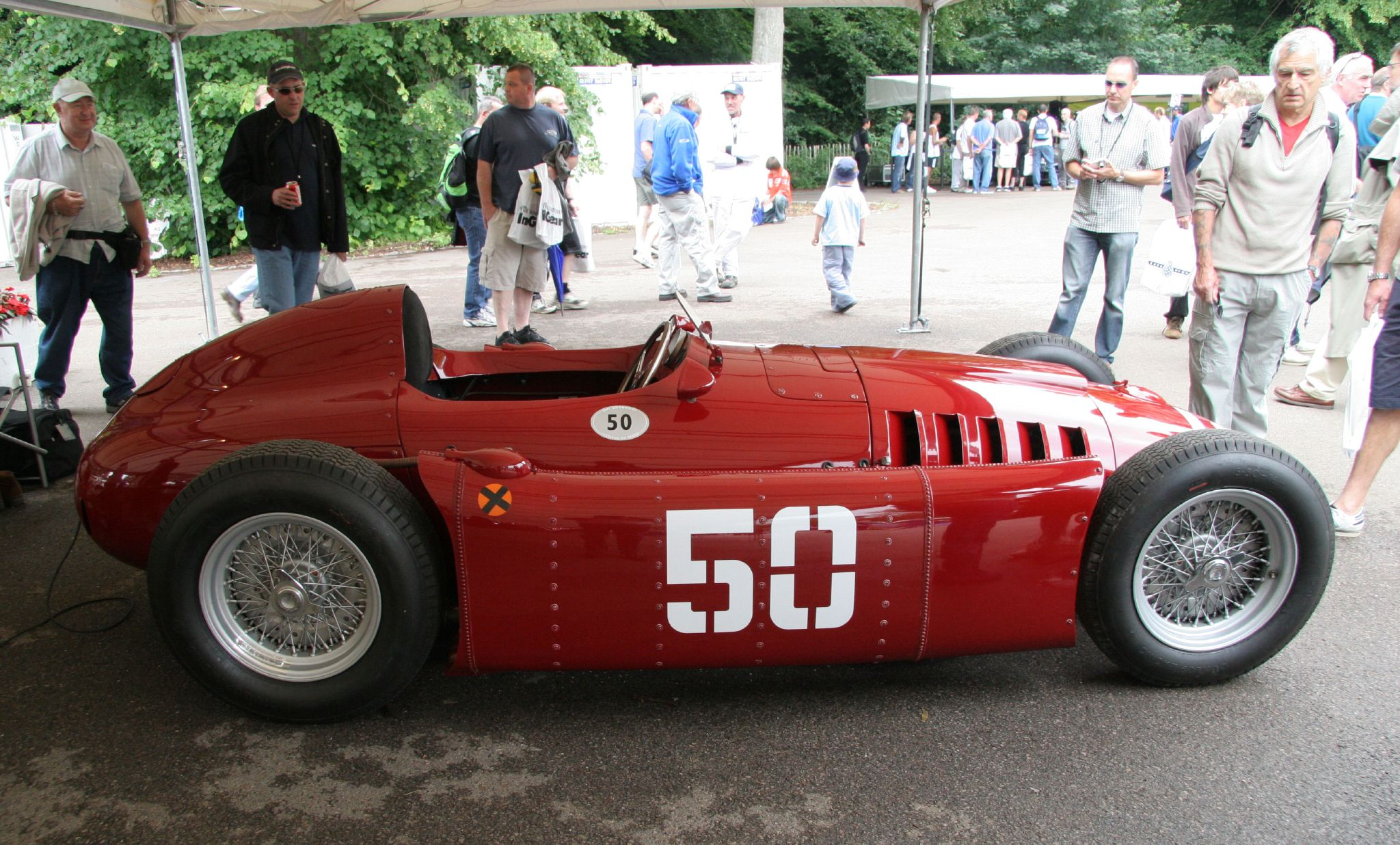
Lancia D50
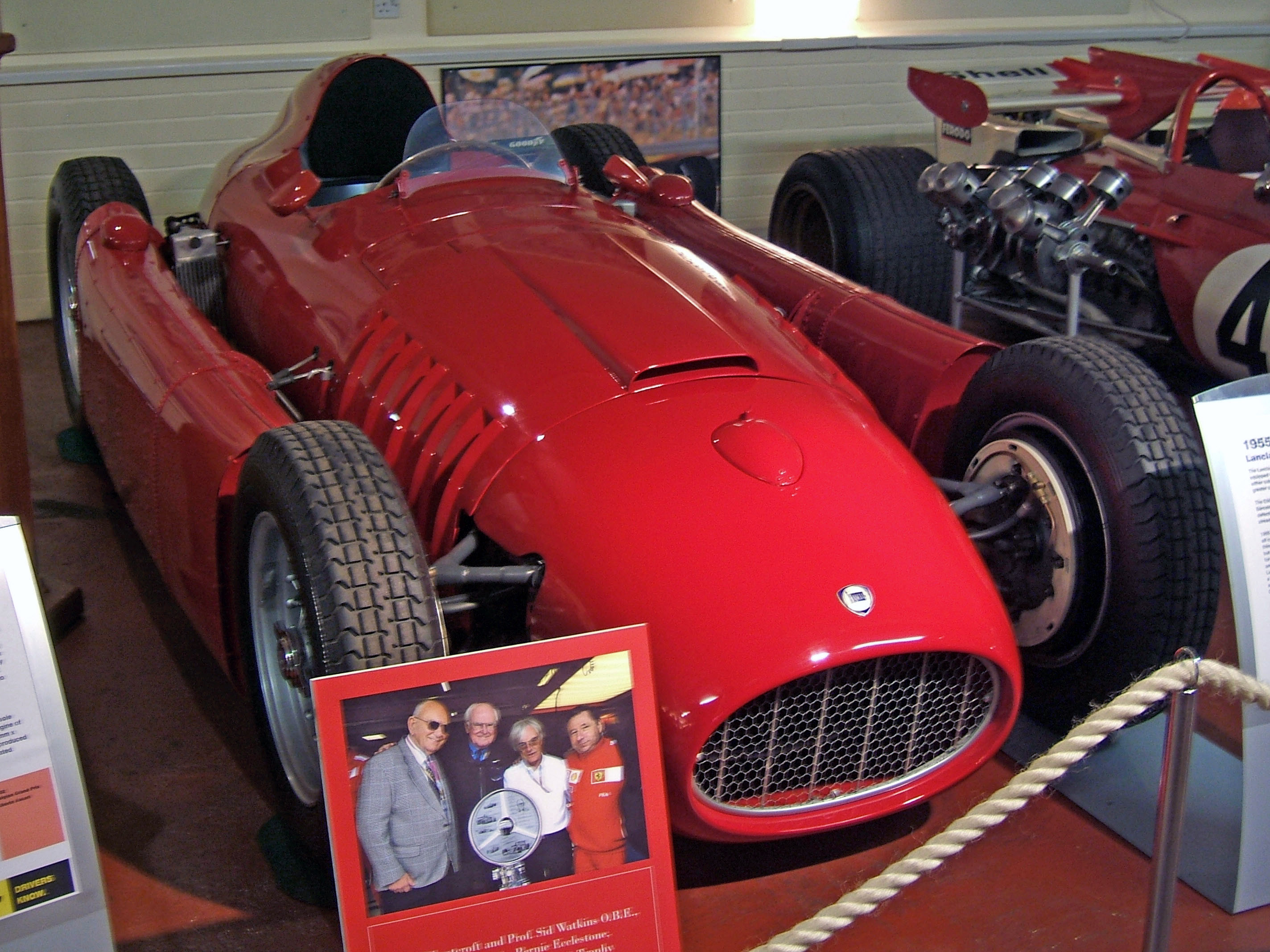
Lancia D50
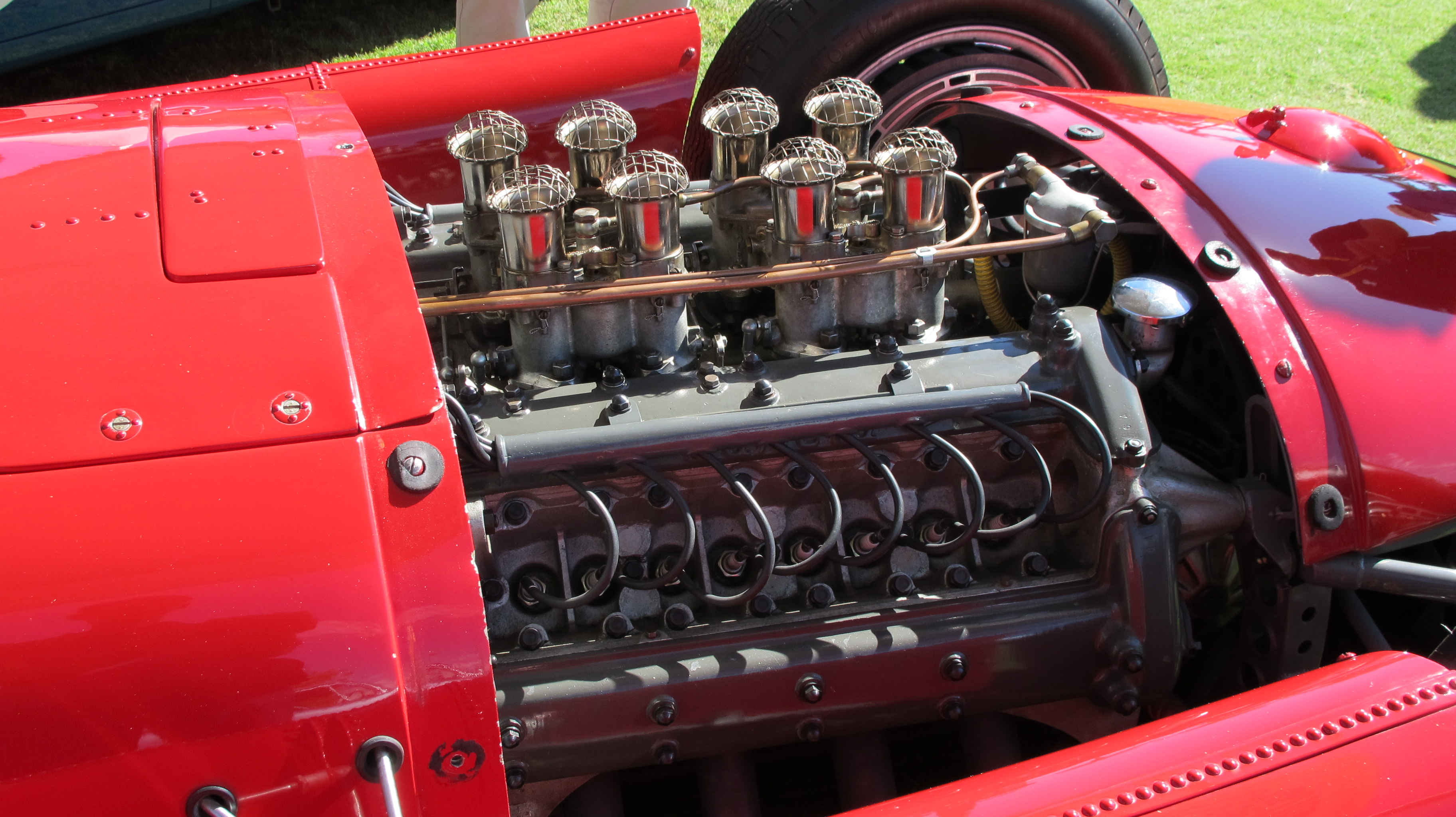
Der schräg montierte V8 des D50
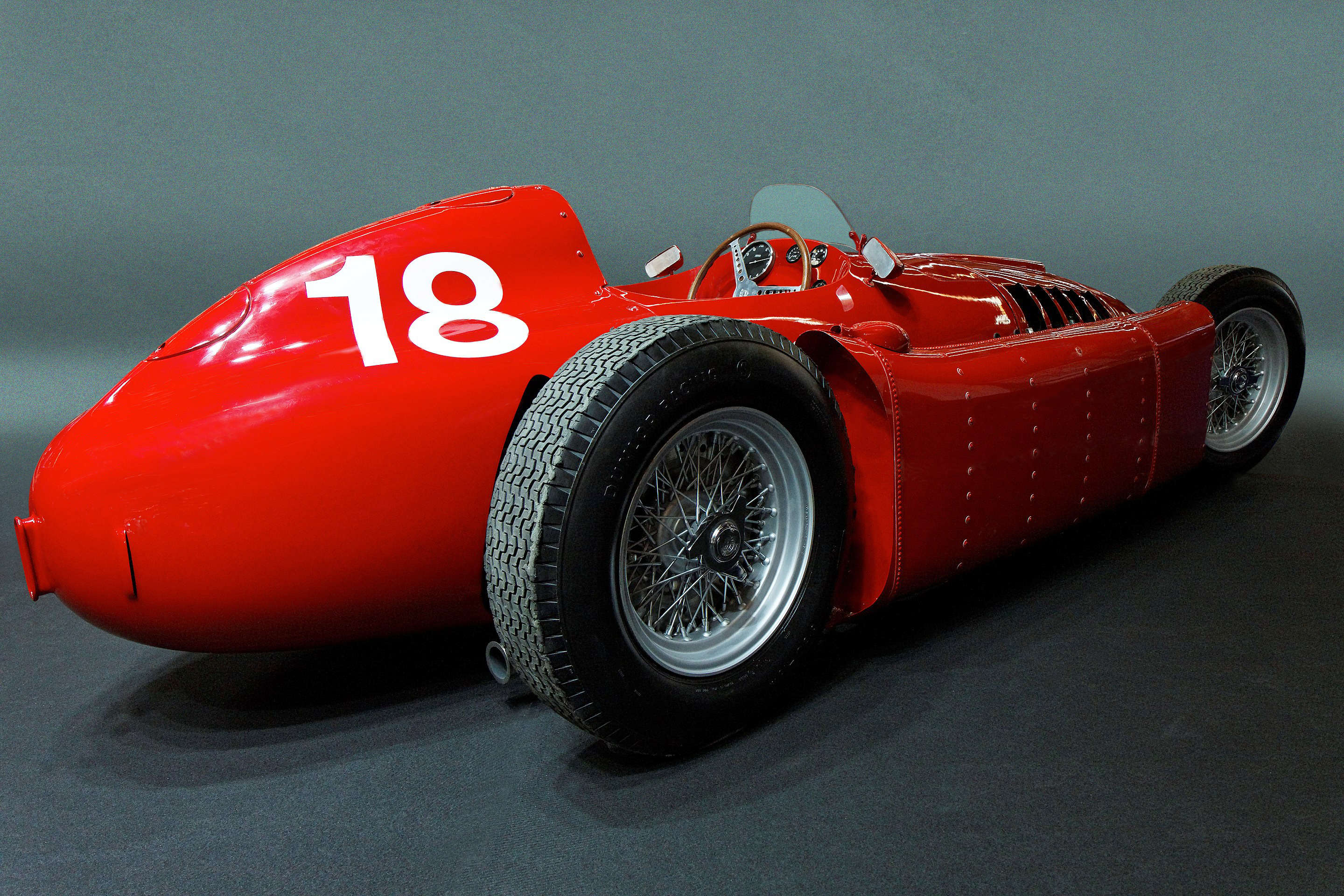
Heckansicht

## Komplette Ergebnisse der Formel 1 Weltmeisterschaft
In dieser Tabelle sind die kompletten Ergebnisse aller Teams, die den D50 in all seinen Evolutionsstufen eingesetzt haben, gelistet.
| Jahr | Bezeichnung              | Motor               | Reifen | Team             | Fahrer                | Rennen  | Rennen  | Rennen | Rennen | Rennen | Rennen  | Rennen    | Rennen  | Rennen |
| ---- | ------------------------ | ------------------- | ------ | ---------------- | --------------------- | ------- | ------- | ------ | ------ | ------ | ------- | --------- | ------- | ------ |
|      |                          |                     |        |                  |                       |         |         |        |        |        |         |           |         |        |
| 1954 | Lancia D50               | Lancia DS50 2.5 V8  | P      | Scuderia Lancia  | Alberto Ascari        |         |         |        |        |        |         |           |         | DNF    |
| 1954 | Lancia D50               | Lancia DS50 2.5 V8  | P      | Scuderia Lancia  | Luigi Villoresi       |         |         |        |        |        |         |           |         | DNF    |
|      |                          |                     |        |                  |                       |         |         |        |        |        |         |           |         |        |
| 1955 | Lancia D50               | Lancia DS50 2.5 V8  | P      | Scuderia Lancia  | Alberto Ascari        | DNF     | DNF     |        |        |        |         |           |         |        |
| 1955 | Lancia D50               | Lancia DS50 2.5 V8  | P      | Scuderia Lancia  | Luigi Villoresi       | DNF1    | 5       |        |        |        |         |           |         |        |
| 1955 | Lancia D50               | Lancia DS50 2.5 V8  | P      | Scuderia Lancia  | Eugenio Castellotti   | DNF1    | 2       |        | DNF    |        |         |           |         |        |
| 1955 | Lancia D50               | Lancia DS50 2.5 V8  | P      | Scuderia Lancia  | Louis Chiron          |         | 6       |        |        |        |         |           |         |        |
| 1955 | Ferrari D50              | Lancia DS50 2.5 V8  | E      | Scuderia Ferrari | Giuseppe Farina       |         |         |        |        |        |         | DNS       |         |        |
| 1955 | Ferrari D50              | Lancia DS50 2.5 V8  | E      | Scuderia Ferrari | Eugenio Castellotti   |         |         |        |        |        |         | DNS       |         |        |
| 1955 | Ferrari D50              | Lancia DS50 2.5 V8  | E      | Scuderia Ferrari | Luigi Villoresi       |         |         |        |        |        |         | DNS       |         |        |
|      |                          |                     |        |                  |                       |         |         |        |        |        |         |           |         |        |
| 1956 | Ferrari D50              | Ferrari DS50 2.5 V8 | P E    | Scuderia Ferrari | Juan Manuel Fangio    | 1/ DNF  | 21/41   |        | DNF    | 4      | 1       | 1         | 21/81   |        |
| 1956 | Ferrari D50              | Ferrari DS50 2.5 V8 | P E    | Scuderia Ferrari | Eugenio Castellotti   | DNF     | 41/ Ret |        | DNF    | 2      | 101     | DNF1 /DNF | 81/ DNF |        |
| 1956 | Ferrari D50              | Ferrari DS50 2.5 V8 | P E    | Scuderia Ferrari | Luigi Musso           | 1       | DNF     |        |        |        |         | DNF1      | DNF     |        |
| 1956 | Ferrari D50              | Ferrari DS50 2.5 V8 | P E    | Scuderia Ferrari | Peter Collins         |         | 2       |        | 1      | 1      | 2/1 DNF | DNF1 /DNF | 21      |        |
| 1956 | Ferrari D50              | Ferrari DS50 2.5 V8 | P E    | Scuderia Ferrari | Olivier Gendebien     |         |         |        |        | DNF    | DNA     |           |         |        |
| 1956 | Ferrari D50              | Ferrari DS50 2.5 V8 | P E    | Scuderia Ferrari | Paul Frère            |         |         |        | 2      |        |         |           |         |        |
| 1956 | Ferrari D50              | Ferrari DS50 2.5 V8 | P E    | Scuderia Ferrari | André Pilette         |         |         |        | 6      |        |         |           |         |        |
| 1956 | Ferrari D50              | Ferrari DS50 2.5 V8 | P E    | Scuderia Ferrari | Alfonso de Portago    |         |         |        |        | DNF    | 21/ 101 | DNF1      | DNF     |        |
| 1956 | Ferrari D50              | Ferrari DS50 2.5 V8 | P E    | Scuderia Ferrari | Wolfgang von Trips    |         |         |        |        |        |         |           | DNS     |        |
|      |                          |                     |        |                  |                       |         |         |        |        |        |         |           |         |        |
| 1957 | Ferrari D50A Ferrari 801 | Ferrari DS50 2.5 V8 | E      | Scuderia Ferrari | Peter Collins         | 61/ DNF | DNF     |        | 3      | DNF    | 3       |           | DNF     |        |
| 1957 | Ferrari D50A Ferrari 801 | Ferrari DS50 2.5 V8 | E      | Scuderia Ferrari | Luigi Musso           | DNF     |         |        | 2      | 2      | 4       | DNF       | 8       |        |
| 1957 | Ferrari D50A Ferrari 801 | Ferrari DS50 2.5 V8 | E      | Scuderia Ferrari | Eugenio Castellotti   | DNF     |         |        |        |        |         |           |         |        |
| 1957 | Ferrari D50A Ferrari 801 | Ferrari DS50 2.5 V8 | E      | Scuderia Ferrari | Mike Hawthorn         | DNF     | DNF1    |        | 4      | 3      | 2       |           | 6       |        |
| 1957 | Ferrari D50A Ferrari 801 | Ferrari DS50 2.5 V8 | E      | Scuderia Ferrari | Wolfgang von Trips    | 61      | 71      |        |        |        |         |           | 3       |        |
| 1957 | Ferrari D50A Ferrari 801 | Ferrari DS50 2.5 V8 | E      | Scuderia Ferrari | Cesare Perdisa        | 61      |         |        |        |        |         |           |         |        |
| 1957 | Ferrari D50A Ferrari 801 | Ferrari DS50 2.5 V8 | E      | Scuderia Ferrari | Alfonso de Portago    | 51      |         |        |        |        |         |           |         |        |
| 1957 | Ferrari D50A Ferrari 801 | Ferrari DS50 2.5 V8 | E      | Scuderia Ferrari | José Froilán González | 51      |         |        |        |        |         |           |         |        |
| 1957 | Ferrari D50A Ferrari 801 | Ferrari DS50 2.5 V8 | E      | Scuderia Ferrari | Maurice Trintignant   |         | 5       |        | DNF    | 4      | DNS     |           |         |        |

1 Punkteteilung durch Fahrerwechsel auf dem gleich Fahrzeug. (engl.: „Shared drive“)
| Legende  | Legende            | Legende                                                          |
| Farbe    | Abkürzung          | Bedeutung                                                        |
| -------- | ------------------ | ---------------------------------------------------------------- |
| Gold     | –                  | Sieg                                                             |
| Silber   | –                  | 2. Platz                                                         |
| Bronze   | –                  | 3. Platz                                                         |
| Grün     | –                  | Platzierung in den Punkten                                       |
| Blau     | –                  | Klassifiziert außerhalb der Punkteränge                          |
| Violett  | DNF                | Rennen nicht beendet (did not finish)                            |
| Violett  | NC                 | nicht klassifiziert (not classified)                             |
| Rot      | DNQ                | nicht qualifiziert (did not qualify)                             |
| Rot      | DNPQ               | in Vorqualifikation gescheitert (did not pre-qualify)            |
| Schwarz  | DSQ                | disqualifiziert (disqualified)                                   |
| Weiß     | DNS                | nicht am Start (did not start)                                   |
| Weiß     | WD                 | zurückgezogen (withdrawn)                                        |
| Hellblau | PO                 | nur am Training teilgenommen (practiced only)                    |
| Hellblau | TD                 | Freitags-Testfahrer (test driver)                                |
| ohne     | DNP                | nicht am Training teilgenommen (did not practice)                |
| ohne     | INJ                | verletzt oder krank (injured)                                    |
| ohne     | EX                 | ausgeschlossen (excluded)                                        |
| ohne     | DNA                | nicht erschienen (did not arrive)                                |
| ohne     | C                  | Rennen abgesagt (cancelled)                                      |
| ohne     | keine WM-Teilnahme |                                                                  |
| sonstige | P/fett             | Pole-Position                                                    |
| sonstige | 1/2/3/4/5/6/7/8    | Punktplatzierung im Sprint-/Qualifikationsrennen                 |
| sonstige | SR/kursiv          | Schnellste Rennrunde                                             |
| sonstige | *                  | nicht im Ziel, aufgrund der zurückgelegten Distanz aber gewertet |
| sonstige | ()                 | Streichresultate                                                 |
| sonstige | unterstrichen      | Führender in der Gesamtwertung                                   |